# مچیگ
مچیگ، روستایی در دهستان شارک بخش تلنگ شهرستان قصرقند در استان سیستان و بلوچستان ایران است.

## جمعیت
بر پایه سرشماری عمومی نفوس و مسکن در سال ۱۳۹۵، جمعیت این روستا برابر با ۶۷ نفر (۲۸ خانوار) بوده‌است.